# Neocompsa v-flava
Neocompsa v-flava là một loài bọ cánh cứng trong họ Cerambycidae.